# 星期天 (馬)
星期天（日語：ビッグサンデー），是日本純種競賽馬匹。生涯活躍於一哩賽事，曾勝出春季錦標、東京新聞盃及讀賣盃，亦於一哩冠軍賽中跑獲過亞軍。

## 出賽前
1994年5月5日出生於北海道浦河町市川牧場，成長途中被馬主公司Big Co. Ltd.購入。
其後交由栗東訓練中心練馬師中尾正訓練。

## 競賽生涯

### 3歲（現2歲）
1995年12月1日出戰阪神競馬場3歲新馬戰，採用前置戰術下在直路上被壓制，最終以第三落敗。
其後接連出戰多兩場3歲新馬戰，但均在直路上未能戰勝對手而取得亞軍。

### 4歲（現3歲）
1997年1月出戰4歲未勝利戰，本次比賽於初段隨即搶前領放，一直在隊伍最前方位置保持優勢下在直路上逐步拉開後方，最終順利取得首勝。
1個月後以條件戰樟樹賞作為目標，繼續以不俗的姿態在先頭部隊之中很準，可惜最終被對手超越下跑獲第二。
3月16日出戰春季錦標，為其首次挑戰分級賽。比賽開始後，其選擇在先頭位置中推進，一直保持於領放馬Schnell後方。進入直路後，其仍然能運用餘力加速，超越Schnell後繼續保持走勢堅守位置，最終力拒來襲的目白光明，以3/4馬位優勢取得首個分級賽冠軍。
其後選擇挑戰經典三冠賽事，但礙於距離適性不俗下分別在皋月賞及東京優駿（日本打吡）中分別以第十六及第十四大敗。
進入秋季後以短途一哩戰線作為主軸，首戰為人馬錦標但未能發揮表現，最終跑和第十二的戰績。
10月下旬增程前往公開賽愛爾蘭盃，本次比賽其仍然以前置的戰術保持在前方，最終稍為加速下佔據些少優勢，以第三的戰績完賽。
11月22日以三級賽京阪盃作為目標，雖然在比賽途中大致上維持沉穩的節奏，但在直路的衝刺仍然不及對手下以第四落敗，年末的公開賽聖誕錦標亦因為同樣原因跑獲第三。

### 5歲（4歲）
1998年首戰仍然為公開賽新年錦標，比賽初段搶佔先機下順勢領放，在對面最前方位置保持對其有利的緩慢步速。進入直路後，其在內欄位置展開不俗的加速，逐步衝刺下帶離後方對手，最終以1 3/4馬位取勝。
2月8日以東京新聞盃作為下一步，本次比賽繼續採用領放的戰術，在彎道處開始發力下稍微甩開後方賽駒。進入直路後，其未有受到太大威脅下經已透出佔先，最終戰勝衝出的Prest Symboli及Kurokami取得冠軍。
1個後繼續挑戰讀賣盃，比賽初段因為協榮三月以更快的速度搶前以未有領放，而是在對手的後方位置保持遮擋狀態逐步行進。進入直路後，其對對手失速之時展開加速，越過協榮三月後繼續展開衝刺，最終成功在纏鬥之中壓制後來居上的大隅鉅子，以頸位優勢達成分級賽連勝。
稍為休養後繼續在一哩戰勝中打拼，雖然在5月的京王盃春季盃中稍有失準僅跑獲第五，但在隨後的葉森盃中成功以領放戰術展開賽事並保持優勢，最終僅被Tsukuba Symphony超越以第二完賽。
1星期後隨即出戰安田紀念，為其時隔1年再度挑戰一級賽，然而受到連鬥的影響下其在比賽途中出現明顯疲勞，最終彎道處經已失速下以第十七大敗。
進入秋季以京成盃秋季讓賽作為起動戰，比賽初段進佔先頭第五的位置後在對面直路末段稍為發力上前，最終在直路上展現不俗的勢頭加速，跑獲一席第三。
其後在每日王冠跑獲第六後轉往公開賽愛爾蘭盃，在比賽途中維持一貫的節奏保持在前方，最終以第二完賽。
11月22日挑戰一哩冠軍賽，由於在一級賽的戰績不佳而以近乎35倍的獨贏賠率取得第六人氣。比賽開始後，其選擇保持在先頭集團之中，並在中檔位置展開加速。進入第三彎道處時，其沿外檔稍為上前並緊咬前方賽駒，同時保持姿勢準備發力。進入直路後，其經已來到先頭位置並進入狀態，雖然在直路中段經已被前方的大樹快車拉開身位，但仍然能夠壓制後上馬大十字及榮進佳文，最終戰勝兩駒取得亞軍。
年末嘗試大幅增程挑戰有馬紀念，但仍然未能突破距離壁壘下在第三彎道經已失速後退，最終以尾二第十六大敗。

### 6歲（現5歲）
進入1999年，其於年初轉往泥地出戰二月錦標，但未能適應下以第九落敗。
其後返回草地賽事繼續選擇一哩戰線，但始終未能做出突破，在讀賣盃、打吡公爵挑戰盃、京王盃春季盃及葉森盃四場賽事中無一跑入頭三。
稍為休養後在秋季以天鵝錦標作為熱身，順利出閘展開領放下在直路中段未能維持衝勢，最終被黑鷹及廣受歡迎趕過以第三落敗。
其後再度挑戰一哩冠軍賽，但未能維持上年度的表現下以包尾慘敗，年末縮程前往短途馬錦標亦以第十五落敗。

### 7歲（現6歲）
2000年首戰為京都金盃，但在直路上逐步失勢下以第六完賽，2月增程至1800米角逐小倉大賞典變奏上前下亦未能在直路維持位置跑獲第四。
2月27日繼續在1800米途程出戰中山紀念，雖然比賽途中一直維持在第二的位置展開推進並一度在直路取得領先，但最終仍然失勢被超越以第三落敗。
休養近半年後在秋季復出，然而實力大幅下滑下在天鵝錦標及一哩冠軍賽以第十四及第十六大敗，年末再度轉往泥地賽事出戰天狼星錦標亦以第十三完賽。

### 7歲[a]
2001年繼續現役，但在年初時維持上年度下半年的頹勢，在京都金盃、淀短距離錦標及小倉大賞典中分別以第九、第九及第十二落敗。
完成以上賽事後，陣營考慮其表現決定安排其退役。

### 詳細賽績
| 日期       | 舉辦國家 | 馬場 | 距離   | 級別 | 賽事名稱       | 負重 | 騎師       | 馬號 | 出馬 | 名次 | 時間   | 頭馬（二馬）       |
| ---------- | -------- | ---- | ------ | ---- | -------------- | ---- | ---------- | ---- | ---- | ---- | ------ | ------------------ |
| 1/12/1996  | 日本     | 阪神 | 草1200 |      | 3歲新馬        | 54   | 鹽村克己   | 2    | 15   | 3    | 1:10.7 | Wonder Stella      |
| 8/12/1996  | 日本     | 阪神 | 草1400 |      | 3歲新馬        | 54   | 塩村克己   | 3    | 10   | 2    | 1:22.9 | Hikoki Gumo        |
| 21/12/1996 | 日本     | 阪神 | 草1600 |      | 3歲新馬        | 54   | 塩村克己   | 5    | 16   | 2    | 1:36.9 | Osumi Giant        |
| 26/1/1997  | 日本     | 小倉 | 草1200 |      | 4歲未勝利      | 55   | 寶來城多郎 | 1    | 16   | 1    | 1:09.0 | （Sugino Super O） |
| 15/2/1997  | 日本     | 小倉 | 草2000 | 500  | 樟樹賞         | 55   | 寶來城多郎 | 6    | 16   | 2    | 2:02.4 | Wrangler Queen     |
| 16/3/1997  | 日本     | 中山 | 草1800 | GII  | 春季錦標       | 56   | 四位洋文   | 12   | 13   | 1    | 1:52.2 | （目白光明）       |
| 13/4/1997  | 日本     | 中山 | 草2000 | GI   | 皋月賞         | 57   | 南井克巳   | 11   | 18   | 16   | 2:03.7 | 陽光拜仁           |
| 1/6/1997   | 日本     | 東京 | 草2400 | GI   | 東京優駿       | 57   | 南井克巳   | 9    | 17   | 14   | 2:27.4 | 陽光拜仁           |
| 28/9/1997  | 日本     | 阪神 | 草1400 | GIII | 人馬錦標       | 54   | 常石勝義   | 13   | 14   | 12   | 1:21.8 | 大隅鉅子           |
| 25/10/1997 | 日本     | 東京 | 草1600 | OP   | 愛爾蘭盃       | 55   | 常石勝義   | 1    | 13   | 3    | 1:33.9 | 東洋彩虹           |
| 22/11/1997 | 日本     | 京都 | 草1800 | GIII | 京阪盃         | 55   | 常石勝義   | 4    | 15   | 4    | 1:48.4 | Erimo Dandy        |
| 20/12/1997 | 日本     | 中山 | 草1600 | OP   | 聖誕錦標       | 54   | 蛯名正義   | 1    | 13   | 3    | 1:35.6 | Prest Symboli      |
| 6/1/1998   | 日本     | 中山 | 草1600 | OP   | 新年錦標       | 55   | 蛯名正義   | 1    | 13   | 1    | 1:36.2 | （Stormy Sunday）  |
| 8/2/1998   | 日本     | 東京 | 草1600 | GIII | 東京新聞盃     | 55   | 蛯名正義   | 7    | 16   | 1    | 1:34.2 | （Prest Symboli）  |
| 8/3/1998   | 日本     | 阪神 | 草1600 | GII  | 讀賣盃         | 56   | 蛯名正義   | 1    | 11   | 1    | 1:33.9 | （大隅鉅子）       |
| 16/5/1998  | 日本     | 東京 | 草1400 | GII  | 京王盃春季盃   | 57   | 蛯名正義   | 15   | 16   | 5    | 1:20.8 | 大樹快車           |
| 6/6/1998   | 日本     | 東京 | 草1800 | GIII | 葉森盃         | 58   | 蛯名正義   | 17   | 17   | 2    | 1:48.2 | Tsukuba Symphony   |
| 14/6/1998  | 日本     | 東京 | 草1600 | GI   | 安田紀念       | 58   | 蛯名正義   | 16   | 17   | 17   | 1:41.7 | 大樹快車           |
| 13/9/1998  | 日本     | 中山 | 草1600 | GIII | 京王盃秋季讓賽 | 58   | 蛯名正義   | 5    | 10   | 3    | 1:33.2 | Shinko Splendor    |
| 11/10/1998 | 日本     | 東京 | 草1800 | GII  | 每日王冠       | 58   | 寶來城多郎 | 9    | 9    | 6    | 1:46.4 | 無聲鈴鹿           |
| 31/10/1998 | 日本     | 東京 | 草1600 | OP   | 愛爾蘭盃       | 58   | 蛯名正義   | 2    | 8    | 2    | 1:34.0 | Machikane Sanshiro |
| 22/11/1998 | 日本     | 京都 | 草1600 | GI   | 一哩冠軍賽     | 57   | 高橋亮     | 10   | 13   | 2    | 1:34.1 | 大樹快車           |
| 27/12/1998 | 日本     | 中山 | 草2500 | GI   | 有馬紀念       | 57   | 高橋亮     | 15   | 16   | 15   | 2:36.2 | 草上飛             |
| 31/1/1999  | 日本     | 東京 | 泥1600 | GI   | 二月錦標       | 57   | 蛯名正義   | 8    | 16   | 9    | 1:37.2 | 明正歌劇           |
| 7/3/1999   | 日本     | 阪神 | 草1600 | GII  | 讀賣盃         | 58   | 石橋守     | 6    | 14   | 7    | 1:36.7 | Egao o Misete      |
| 10/4/1999  | 日本     | 中山 | 草1600 | GIII | 打吡公爵挑戰盃 | 59   | 高橋亮     | 1    | 14   | 4    | 1:34.2 | Keiwan Viking      |
| 15/5/1999  | 日本     | 東京 | 草1400 | GII  | 京王盃春季盃   | 58   | 高橋亮     | 11   | 18   | 7    | 1:21.0 | 草上飛             |
| 6/5/1999   | 日本     | 東京 | 草1800 | GIII | 葉森盃         | 58   | 和田龍二   | 16   | 18   | 6    | 1:46.5 | 美國波士           |
| 30/10/1999 | 日本     | 京都 | 草1400 | GII  | 天鵝錦標       | 59   | 武幸四郎   | 10   | 12   | 3    | 1:20.5 | 黑鷹               |
| 21/11/1999 | 日本     | 京都 | 草1600 | GI   | 一哩冠軍賽     | 57   | 武幸四郎   | 1    | 18   | 18   | 1:35.8 | 空中聖戰           |
| 19/12/1999 | 日本     | 中山 | 草1200 | GI   | 短途馬錦標     | 57   | 武幸四郎   | 2    | 16   | 15   | 1:09.9 | 黑鷹               |
| 5/1/2000   | 日本     | 京都 | 草1600 | GIII | 京都金盃       | 57   | 武幸四郎   | 1    | 16   | 6    | 1:34.7 | 協榮三月           |
| 6/2/2000   | 日本     | 小倉 | 草1800 | GIII | 小倉大賞典     | 57   | 杜滿萊     | 5    | 16   | 4    | 1:48.4 | Jo Big Bang        |
| 27/2/2000  | 日本     | 中山 | 草1800 | GII  | 中山紀念       | 58   | 寶來城多郎 | 4    | 14   | 3    | 1:46.9 | 大和德州           |
| 28/10/2000 | 日本     | 京都 | 草1400 | GII  | 天鵝錦標       | 58   | 寶來城多郎 | 18   | 17   | 14   | 1:22.2 | 大德大和           |
| 19/11/2000 | 日本     | 京都 | 草1600 | GI   | 一哩冠軍賽     | 57   | 寶來城多郎 | 9    | 18   | 16   | 1:34.7 | 愛麗數碼           |
| 9/12/2000  | 日本     | 阪神 | 泥1400 | GIII | 天狼星錦標     | 57   | 寶來城多郎 | 11   | 16   | 13   | 1:25.5 | Meiner Brian       |
| 5/1/2001   | 日本     | 京都 | 草1600 | GIII | 京都金盃       | 56   | 寶來城多郎 | 2    | 16   | 9    | 1:34.3 | 大德之都           |
| 13/1/2001  | 日本     | 京都 | 草1200 | OP   | 淀短距離錦標   | 56   | 寶來城多郎 | 11   | 11   | 9    | 1:08.8 | Dantsu Cast        |
| 4/2/2001   | 日本     | 小倉 | 草1800 | GIII | 小倉大賞典     | 56   | 寶來城多郎 | 13   | 16   | 12   | 1:51.3 | Misuzu Chardon     |

a 由2001年開始，日本跟隨國際馬齡顯示標準，以實歲標記馬匹

## 退役後
退役後，星期天成為了配種馬，於北海道浦河町日高Stallion Station休養，在2001年進行配種。首批子嗣於2002年出生。首批子嗣可於2004年出賽。
2014年配種季結束後，其由配種馬退役，前往北海道白老町Horse Garden進行養老生活。
2020年12月30日，其因衰老以26歲高齡死亡。

## 血統簡介
父系週日寧靜是美國三冠賽雙冠馬，退役後在日本配種，在日本馬壇相當成功，贏得多項分級賽事，其子嗣贏得巨額獎金，連續12年成為日本冠軍種馬。祖父Halo爲美國賽駒，曾贏得一級賽冠軍，爲美國冠軍種馬。
母系Kitano Ogojo為日本賽駒，生涯戰績尚可，曾勝出公開賽級別的賽事。外祖父Tosho Boy爲日本賽駒，生涯戰績優秀，曾勝出皋月賞及有馬紀念，因其強大的加速力及末腳速度而被稱爲「天馬」。

### 血統表
| 父線：週日寧靜系（Halo系）             |                                 |                  |                |
| 種馬 週日寧靜 1986年（棕色）           | Halo 1969年（棕色）             | Hail to Reason   | Turn-to        |
| 種馬 週日寧靜 1986年（棕色）           | Halo 1969年（棕色）             | Hail to Reason   | Nothirdchance  |
| 種馬 週日寧靜 1986年（棕色）           | Halo 1969年（棕色）             | Cosmah           | Cosmic Bomb    |
| 種馬 週日寧靜 1986年（棕色）           | Halo 1969年（棕色）             | Cosmah           | Almahmoud      |
| 種馬 週日寧靜 1986年（棕色）           | Wishing Well 1975年（棗色）     | Understanding    | Promised Land  |
| 種馬 週日寧靜 1986年（棕色）           | Wishing Well 1975年（棗色）     | Understanding    | Pretty Ways    |
| 種馬 週日寧靜 1986年（棕色）           | Wishing Well 1975年（棗色）     | Mountain Flower  | Montparnasse   |
| 種馬 週日寧靜 1986年（棕色）           | Wishing Well 1975年（棗色）     | Mountain Flower  | Edelweiss      |
| 繁殖雌馬 Kitano Ogojo 1988年（深棗色） | Tosho Boy 1973年（棗色）        | Tesco Boy        | Princely Gift  |
| 繁殖雌馬 Kitano Ogojo 1988年（深棗色） | Tosho Boy 1973年（棗色）        | Tesco Boy        | Suncourt       |
| 繁殖雌馬 Kitano Ogojo 1988年（深棗色） | Tosho Boy 1973年（棗色）        | Social Butterfly | Your Host      |
| 繁殖雌馬 Kitano Ogojo 1988年（深棗色） | Tosho Boy 1973年（棗色）        | Social Butterfly | Wisteria       |
| 繁殖雌馬 Kitano Ogojo 1988年（深棗色） | Kitano Venture 1975年（深棗色） | Venture          | Relic          |
| 繁殖雌馬 Kitano Ogojo 1988年（深棗色） | Kitano Venture 1975年（深棗色） | Venture          | Rose o'Lynn    |
| 繁殖雌馬 Kitano Ogojo 1988年（深棗色） | Kitano Venture 1975年（深棗色） | Miss Chikako     | Scot           |
| 繁殖雌馬 Kitano Ogojo 1988年（深棗色） | Kitano Venture 1975年（深棗色） | Miss Chikako     | Buzen Takafuji |
| 雌系：號族：11-c                       |                                 |                  |                |
| 五代內近親交配：無                     |                                 |                  |                |

## 命名由來
名字中，Big（ビッグ）為馬主Big Co. Ltd.之冠名，出自其公司名字，Sunday（サンデー）則繼承至父系週日寧靜之名字，香港只取後半部分，翻譯為「星期天」。

## 外部連結
- 星期天 netkeiba.com
- 血統表